# Le Dernier Rivage
Pour les articles homonymes, voir On the Beach.
Pour plus de détails, voir Fiche technique et Distribution.
Le Dernier Rivage (On the Beach) est un film américain réalisé par Stanley Kramer, sorti en 1959, adapté du roman de l'écrivain britannique Nevil Shute.

## Synopsis
L’action se situe à Melbourne en Australie en 1964. La Troisième Guerre mondiale a été déclenchée, et l'Australie, le dernier pays survivant, est dans l’attente inexorable d’être atteint à son tour par les mortelles radiations des armes atomiques.
L'intrigue se concentre sur les dernières semaines de la vie de quelques personnes. On suit notamment les amours désespérées de Moira Davidson et de Dwight Towers, capitaine d'un sous-marin nucléaire américain qui patrouillait dans le Pacifique lors du bombardement, et les ultimes événements dans la vie du jeune couple Holmes et de son entourage.
L'espoir qu'il reste d'autres survivants est quelque temps entretenu par la réception de signaux intermittents et désordonnés de type Morse, mais la découverte de leur origine y mettra fin.
La dernière image du film est la phrase « Il est encore temps… mon frère » (version originale : « There is still time… brother »), inscrit sur une banderole qui flotte au vent d'un monde mort et contaminé.

## Fiche technique
- Titre original : On the Beach
- Titre français : Le Dernier Rivage
- Réalisation : Stanley Kramer
- Scénario : John Paxton d'après le roman éponyme de Nevil Shute
- Assistant-réalisation : Ivan Volkman
- Décors : Rudolph Sternad
- Costumes : Joe King
- Maquillages : John O’Gorman, Frank Pehoda
- Coiffures: Jane Shugrue
- Photographie : Giuseppe Rotunno
- Cadrage : Ross Wood
- Son : Hans Wetzel
- Effets spéciaux : Lee Zavitz
- Montage : Frederic Knudtson
- Musique : Ernest Gold
- Scripte : Sam Freedle
- Pays de production :  États-Unis
- Langue de tournage : anglais
- Producteur : Stanley Kramer
- Directeur de production : Clem Beauchamp
- Sociétés de production : Stanley Kramer Productions (États-Unis), United Artists (États-Unis)
- Sociétés de distribution : United Artists, Park Circus Films (France)
- Format : 35 mm — noir et blanc — 1.66:1 — son monophonique (Westrex Recording System)
- Genre : drame, science-fiction
- Durée : 135 minutes
- Date de sortie : le 17 décembre 1959, simultanément dans plus de vingt grandes villes du monde entier dont dix-huit capitales y compris Moscou[1]
- Classifications CNC : tous publics, Art et Essai (visa d'exploitation no 22610 délivré le 27 octobre 1959)
- Affiches : Macario Gómez Quibus (Espagne), Boris Grinsson (France)

## Distribution

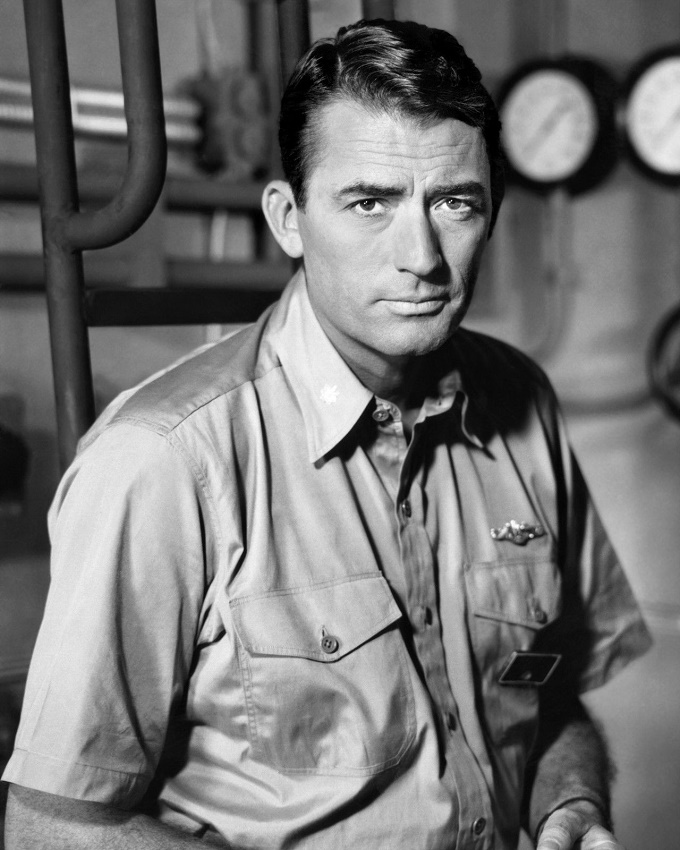
Gregory Peck, photo promotionnelle du film.

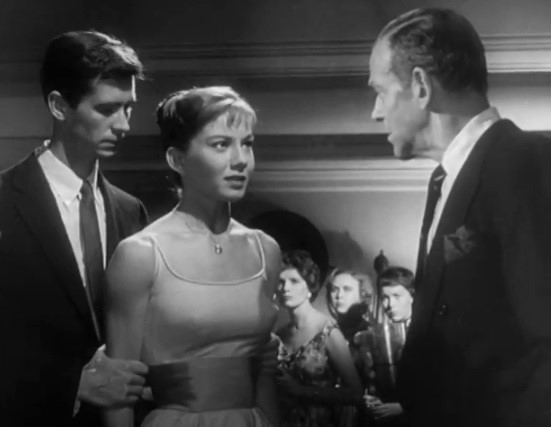
Anthony Perkins, Donna Anderson et Fred Astaire dans une scène du film.

- Gregory Peck (VF : Marc Valbel) : Dwight Towers
- Ava Gardner (VF : Jacqueline Ferrière) : Moira Davidson
- Fred Astaire (VF : Pierre Leproux) : Julian Osborn
- Anthony Perkins (VF : Michel François) : Lieutenant Peter Holmes
- Donna Anderson (VF : Jeanine Freson) : Mary Holmes
- John Tate (VF : Abel Jacquin) : Amiral Bridie
- Harp McGuire (en) : Lieutenant Sunderstrom
- Lola Brooks (en) : Lieutenant Hosgood
- Guy Doleman : Lieutenant-commodore Farrel
- Lou Vernon (en) : Davidson
- Ken Wayne (en) : Benson
- John Meillon : Swaim

## Production

### Attribution des rôles
Le film marque les débuts de Donna Anderson au cinéma et offre à Fred Astaire son premier rôle dans un film non-musical.

### Tournage

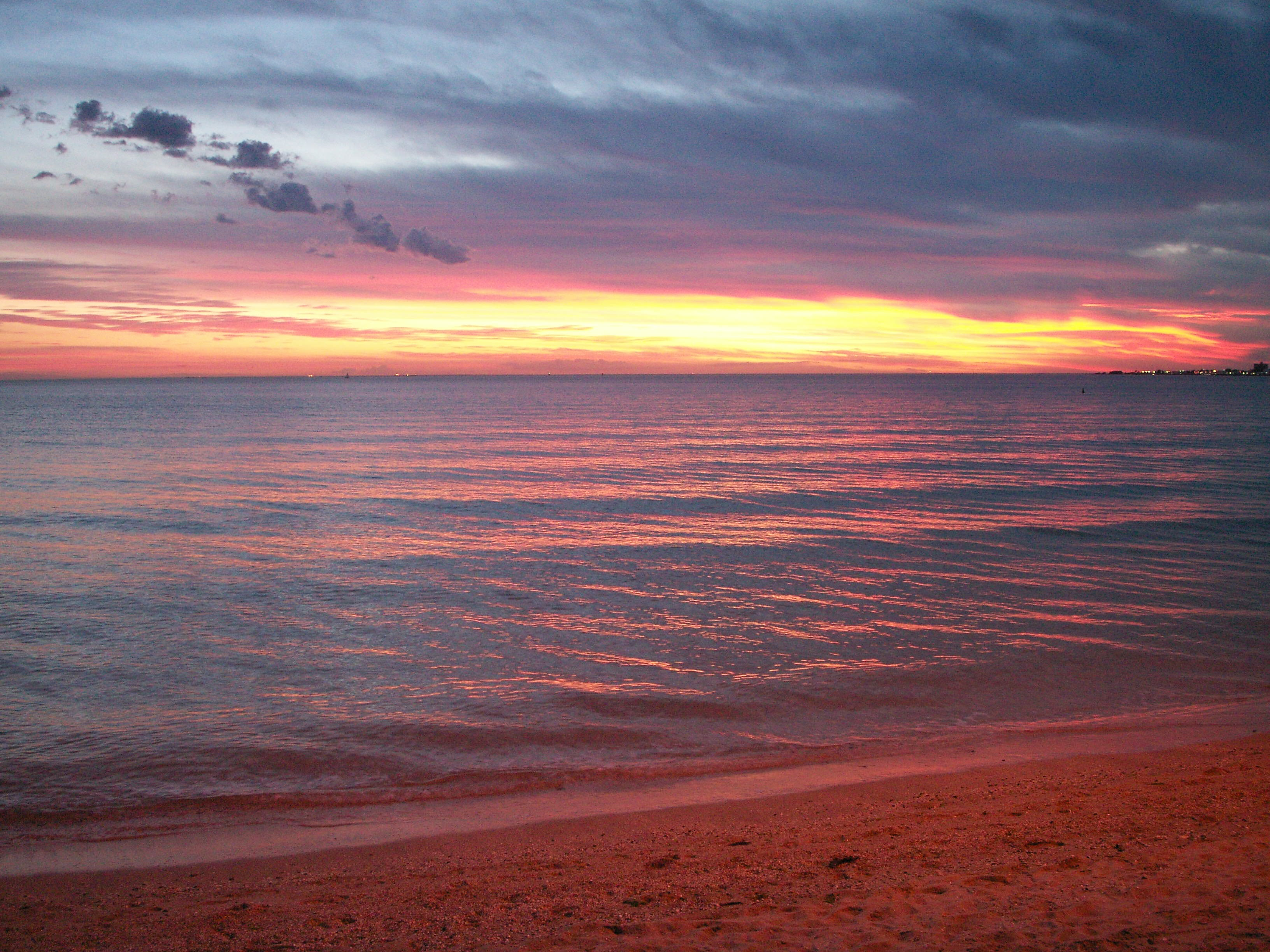
Crépuscule sur les rivages de Melbourne. Plage de Middle Park.

- Période de prises de vue : de mi-janvier au 27 mars 1959[1]
- Extérieurs : 
  - Australie : Melbourne et environs. En souvenir du tournage à Melbourne, trois rues alors en construction portent les noms de membres symboliques de son équipe : Gardner Street, Kramer Drive et Shute Avenue[1].
  - Californie : Circuit de Riverside (Comté de Riverside) pour les séquences de compétition automobile[1].

Selon Ava Gardner :

« Le Dernier rivage contient un certain nombre de réussites techniques, dont la plupart sont dues au génie de Pepe Rotunno. Dans une scène, [Gregory Peck] m’embrasse devant un feu de camp et la caméra doit tourner autour de nous, d’assez loin ; elle couvre en beauté les trois cent soixante degrés, alors que tous les techniciens juraient à Pepe Rotunno que c’était impossible. Quand la caméra boucle enfin la boucle, j’ai gagné ma qualification au concours du baiser le plus long de l’histoire du cinéma, mais Dieu qu’il est épuisant de maintenir ce genre de position pendant deux minutes ! »

Toujours selon l'actrice : 

« À la fin du film. […] Une prise de vues déclarée irréalisable par tout le monde, parce que Rotunno devait filmer en plein contre-jour, mais il a réussi, et pour moi, ce plan est un des plus beaux du cinéma. On sait que certains plans resteront à jamais gravés dans la mémoire, et celui-là, il sera toujours inscrit dans la mienne,. »

### Bande originale
Une musique additionnelle du film est la chanson Waltzing Matilda, de Andrew Barton « Banjo » Paterson sur la version musicale de Marie Cowan (1903).

## Accueil
Selon TCM : 

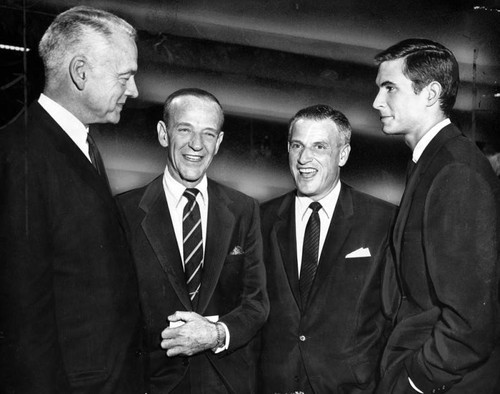
Fred Astaire avec Stanley Kramer à sa gauche et Anthony Perkins à la première du film aux États-Unis en 1959.

« Dans le cadre de la campagne promotionnelle soulignant la nature sérieuse du Dernier Rivage, le producteur-réalisateur Stanley Kramer et United Artists ont organisé une première mondiale simultanée le 17 décembre 1959 dans plus de vingt grandes villes [comme Los Angeles] du monde entier [dont 18 capitales], y compris Moscou [où le film a reçu un accueil positif, sans toutefois être officiellement, par la suite, largement distribué dans le pays]. […] C'est la première fois qu'une première d'un film américain a eu lieu dans ce qui était encore l'URSS. […] Six de ces premières ont notamment été parrainées par la Croix-Rouge. »

Selon Ava Gardner : 

« Le Dernier rivage est sorti simultanément dans dix-huit capitales le 17 décembre 1959. L’idée était d’imposer le film comme celui qu’il faut avoir vu quand bien même on ne verrait qu’un seul film de sa vie, et à cause du sujet, il a vite quitté la page cinéma des gazettes pour faire la une. Le Journal American de New York, par exemple, a titré : « Le Dernier rivage a l’impact d’une bombe ».
Partout où le film a été montré, il a suscité des controverses. Le New York Daily News, dans un éditorial, l’a qualifié de « film défaitiste », en expliquant que « la pensée qui le sous-tend ouvre la voie à l’asservissement final de tout le genre humain ». Même un observateur aussi aristocratique que Stewart Alsop s’est cru obligé de dire : « Il est inexact qu’une guerre atomique aurait pour résultat la mort de tout le monde et la destruction complète du Monde, comme dans Le Dernier rivage.
Quant à ma prestation, les critiques ne parvenaient apparemment pas à dire ce qui était le plus surprenant : la qualité de mon jeu, ou mon côté moche, physiquement. Newsweek illustre bien cette tendance en décrétant que « Miss Gardner n’a jamais été aussi laide, ni aussi efficace ». Honnêtement, je me fichais comme d’une guigne de leur opinion. J’étais fière d’avoir participé à ce film, fière du message qu’il véhiculait. »

Selon le critique Gilles Gressard : 

« Kramer regarde les gens vivre ces derniers moments et choisir leur mode de survie temporaire ou leur suicide. Bien que très lent et très peu spectaculaire, Le Dernier Rivage est un film prenant et l’on approuve le cynisme du savant interprété par Fred Astaire lorsqu’il commente avec ironie : "Qui a jamais cru que nous pourrions maintenir la paix en organisant notre défense avec des armes que toute utilisation rend suicidaire!" »

## Distinctions

### Récompenses
- National Board of Review 1959 : classé dans les dix meilleurs films de l'année.
- BAFTA Awards 1960 : Prix de l'ONU à Stanley Kramer.
- Golden Globes 1960 : Golden Globe de la meilleure musique de film à Ernest Gold.
- Blue Ribbon Awards 1961 : Blue Ribbon du meilleur film en langue étrangère à Stanley Kramer.

### Nominations
- Oscars 1960 : 
  - nomination à l'Oscar du meilleur montage pour Frederic Knudtson.
  - nomination à l'Oscar de la meilleure musique de film pour Ernest Gold.
- BAFTA 1960 : 
  - nomination pour le BAFTA de la meilleure actrice pour Ava Gardner.
- Golden Globes 1960 : 
  - nomination au Golden Globe de la meilleure promotion pour l'entente internationale.
  - nomination au Golden Globe du meilleur film dramatique.
  - nomination au Golden Globe du meilleur réalisateur pour Stanley Kramer.
  - nomination au Golden Globe du meilleur acteur dans un second rôle pour Fred Astaire.
- Laurel Awards 1960 : 
  - nomination au Golden Laurel du meilleur drame.

## Remake
Un remake, le téléfilm américano-australien, USS Charleston, dernière chance pour l'humanité (On the Beach), réalisé par Russell Mulcahy, a commencé à être diffusé par les chaînes américaines le 28 mai 2000. Les principaux acteurs sont : Armand Assante (le capitaine Dwight Towers), Rachel Ward (Moira Davidson), Bryan Brown (le docteur Julian Osborne), Grant Bowler (le lieutenant Peter Holmes) et Jacqueline McKenzie (Mary Holmes). Durée : 195 minutes (diffusion en 2 ou 3 épisodes selon les chaînes et les pays). C'est une version télévisée de l'œuvre de Nevil Shute transposée au IIIe millénaire,.